# Purple Cow
 Purple Cow (Lilla ko) er et digt skrevet af Gelett Burgess i 1895.

I never saw a purple cow;

I never hope to see one;

but I can tell you anyhow;

I'd rather see than be one!

Navnet er siden kommet til at referere til en lang række andre ting såsom sodavandsis og Milka.